# Эстебан, сын солнца
The Mysterious Cities of Gold (яп. 太陽の子エステバン тайё: но ко эсутэбан, «Эстебан, сын Солнца») — японско-французский аниме-сериал совместной работы студий DiC Entertainment и Studio Pierrot, созданный по мотивам романа «Королевская пятая» писателя Скотта О’Делла. Трансляция серий началась впервые в Японии по телеканалу NHK и шла с июня 1982 по июнь 1983. Всего было выпущено 39 серий. Французская версия сериала под названием Les Mystérieuses Cités d’Or начала транслироваться по каналу AK Video с 1983 года. Во французской версии были частично изменено музыкальное сопровождение.

## Сюжет
Действие происходит в 1532 году. Испанский парень по имени Эстебан имеет уникальную способность повелевать солнцем, за что его прозвали «сыном солнца». Он присоединяется к Мендосе, штурману, и его сподвижникам Санчо и Педро, которые отправляются в Новый Свет поисках одного из семи легендарных золотых городов. Сам же Эстебан надеется найти своего пропавшего отца. Позже к ним присоединяется молодая индианка из племени Инков — Зия (которую похитил Мендоса) и Тао — последний потомок народа Му. Однако в долгом путешествии им будут мешать Гомес и Гаспар — те, кто тоже хотят найти золотой город. Семь городов были построены императором Хивой, чтобы избежать страшной войны. Однако война началась и уничтожила великие цивилизации, такие как Атлантида и Му. Во время войны люди использовали такие мощные технологии, как «Оружие Солнца», портативный термоядерный реактор и другие. Позже эти вещи встречаются и во время путешествия Эстебана. Например, медальоны Зии и главного героя — это ключи от двух из семи легендарных городов. А личная баночка Тао оказывается важной частью древних технологий.
История о древних цивилизациях присутствует во многих летописях инков, и только Зия может их читать. Данные летописи дают множество полезных подсказок в поисках легендарных городов. В то время другим искателям, таким как Гомес, Гаспар и Франсиско Писарро это приходится крайне тяжело.
Когда-то Мендоса спас маленького Эстебана из тонущего корабля, и тот любит Мендосу как родного отца. Однако это не останавливает мальчика разузнать и найти своего настоящего отца. Зия тоже ищет своего отца, потому что когда-то давно была увезёна в Испанию в качестве подарка Принцессе. Тао тоже ищет своих предков. У него есть летописи — «энциклопедия потерянных технологий», и таинственный сосуд, с помощью которого по легенде только носитель древней чистой крови сможет открыть врата города. Позже выясняется, что этот элемент является системой управления стержня.
В сериале появляются ольмеки — потомки выживших древних людей, которые после ядерной войны сильно мутировали. Они маленького роста, у них заострённые уши и увеличенная лобная кость. Это очень умные, но хитрые и эгоистичные существа. Они тоже ищут древний артефакт «Великое наследие» чтобы взять образцы здоровых клеток детей, для борьбы с мутацией и бесплодием. Их оружие гораздо примитивнее, чем оружие испанцев. Ольмеки используют копья и щиты. Однако у них остались некоторые древние технологии от их предков. Например аппарат, который может возрождать человека (только благодаря ему Ольмеки ещё не вымерли), однако был разрушен главными героями. С тех пор ольмеки заняты поисками «Великого наследия». В результате, когда Ольмеки доходят до золотого города и добывают оружие, то погибают все, растаяв на глазах. А сам золотой город разрушается от землетрясения. Чтобы спасти весь мир от катаклизмов, вызванных в результате активации древних артефактов Отец Эстебана, выступая в качестве жреца, жертвует своей жизнью и умирает. Перед полным разрушением города Мендоса, Санчо и Педро успевают вынести некоторое количество золота и возвращаются в Испанию. А Эстебан и его друзья отправляются в долгое путешествие в поисках других легендарных городов.

## Список персонажей
Эстебан — главный герой, сирота. Его когда-то спас испанский мореплаватель Мендоса. Эстебан имеет медальон, один из ключей к древнему городу. Очень импульсивный и мечтает о приключениях. Эстебан очень боится высоты. Однажды жители Барселоны поставили его на вершине порта, чтобы тот вызвал солнце и помог уходящим кораблям. Он присоединяется к испанцам в поиски семи легендарных золотых городов в надежде найти своего отца.
Зия — главная героиня. Дочь инка, первосвященника. Она была похищена из Перу пять лет назад испанским захватчиками в качестве подарка королеве Испании и её дочери, принцессе Маргарите, когда ей было семь лет. Встретила впервые Эстебана, когда была похищена Мендосой, так как она могла читать летописи инков. Позже Зия добровольно присоединяется к Эстебану в поиски древних городов.
Тао — последний представитель древнего народа Му. Он жил долгое время один на Галапагосских островах после смерти своего отца. Сначала он враждебно встречает главных героев, когда они решили причалить к его острову. Но позже решает присоединиться к ним в поисках древних городов.
Мендоса — хорошо ориентируется по картам и звёздам. Когда-то давно спас Эстебана из тонущего корабля. Мендоса опытный моряк, штурман и мастер-фехтовальщик. Он выступает в качестве лидера главных героев, но часто вступает с ними в противоречие. Мендоса уже многие годы ищет легендарные города.

## Список серий аниме
| №  | Название | Премьера в Японии |
| -- | --- | ----------------- |
| 1  | Esteban, the Child of the Sun «Taiyô no ko Esteban» (太陽の子エステバン)                                        | 1 May 1982        |
| 2  | Crossing the Atlantic «Ma no Mazelan kaikyô he (The Treacherous Strait of Magellan)» (魔のマゼラン海峡へ)       | 8 May 1982        |
| 3  | The Heroes Again «Ô tatsumaki no kyôfu (Terror of the Great Cyclone)» (大竜巻の恐怖)                            | 15 May 1982       |
| 4  | Adrift on the Endless Sea «Ma no umi no hyôryû (Castaway on the Treacherous Sea)» (魔の海の漂流)                | 22 May 1982       |
| 5  | The Abduction of Zia «Sekai no hate no shima (Island at the End of the Earth)» (世界の果ての島)                 | 29 May 1982       |
| 6  | The Ship Solaris «Ra Mû no kyosen (The Huge Ship Solaris)» (ラ・ムーの巨船)                                     | 5 June 1982       |
| 7  | The Secret of the Solaris «Kyodai-sen no himitsu» (巨大船の秘密)                                                | 12 June 1982      |
| 8  | The New Continent «Hajimete no shin tairiku (First Visit to the New Continent)» (はじめての新大陸)              | 19 June 1982      |
| 9  | The End of the Solaris «Ra Mû-gô no saigo» (ラ・ムー号の最後)                                                   | 26 June 1982      |
| 10 | The Secret of the Temple «Chika shinden no himitsu (Secret of the Underground Temple)» (地下神殿の秘密)         | 3 July 1982       |
| 11 | The Messengers of the Region «Makyô kara no shisha (Messengers From Wicked Men)» (魔境からの使者)               | 10 July 1982      |
| 12 | The Secret of the Medallions «Pendanto no himitsu (Secret of the Pendants)» (ペンダントの秘密)                  | 17 July 1982      |
| 13 | The Mystery of the Parents «Chichi to haha no densetsu (Legend of Esteban's Parents)» (父と母との伝説)          | 24 July 1982      |
| 14 | Esteban's Medallion «Futatsu no pendanto (The Two Pendants)» (2つのペンダント)                                  | 31 July 1982      |
| 15 | The Subterranean Secret «Saigo no dasshutsu (The Last Escape)» (最後の脱出)                                     | 7 August 1982     |
| 16 | The Urubus «Kyojin zoku no shûgeki (Attack of the Race of Giants)» (巨人族の襲撃)                               | 14 August 1982    |
| 17 | The Great Condor «Ôgon no dai kondoru (The Golden Condor)» (黄金の大コンドル)                                   | 21 August 1982    |
| 18 | The Maiden Flight of the Great Condor «Dai kondoru no himitsu (Secret of The Golden Condor)» (大コンドルの秘密) | 28 August 1982    |
| 19 | The Nazca Plateau «Ubawareta dai kondoru (Theft of The Golden Condor)» (奪われた大コンドル)                     | 4 September 1982  |
| 20 | The Spaniards' Cannon «Aratanaru tabidachi (A New Journey)» (新たなる旅立ち)                                    | 11 September 1982 |
| 21 | The Amazons «Midori no makyô Amazones (Amazons of the Green Jungle)» (緑の魔境アマゾネス)                       | 18 September 1982 |
| 22 | The Mirror of the Moon «Taiyô no ko to ame no kami no majo (Witch of The Jungle)» (太陽の子と雨神の魔女)        | 25 September 1982 |
| 23 | The Jade Mask «Maya no kami no ikari (Wrath of the Mayan God)» (マヤの神の怒り)                                 | 2 October 1982    |
| 24 | The Manuscript «Hisui kamen no himitsu (Secret of the Jade Mask)» (ヒスイ仮面の秘密)                            | 9 October 1982    |
| 25 | The Lake of Gold «Ôgon ningen no matsuri (Mystery of the Holy Spring)» (黄金人間の祭り)                         | 16 October 1982   |
| 26 | The Swamps «Hikyô ame no kami no numa (Into the Rain God's Swamp)» (秘境 雨の神の沼)                            | 23 October 1982   |
| 27 | The Doors of the Night «Toketa sha hon no nazo (The Manuscript's Riddle Solved)» (解けた写本の謎)               | 30 October 1982   |
| 28 | The Forest of Statues «Himitsu no dogû no mori (Forest of the Stone Statues)» (秘密の土偶の森)                  | 6 November 1982   |
| 29 | The Burning Shield «Nazo no Orumeka jin kichi (Secret Base of the Olmecs)» (謎のオルメカ人基地)                 | 13 November 1982  |
| 30 | The Escape «Kesshi no dai dassô sakusen (The Great Escape)» (決死の大脱走作戦)                                  | 20 November 1982  |
| 31 | The Village of the New Sun «Atarashî taiyô no mura» (新しい太陽の村)                                            | 27 November 1982  |
| 32 | The Attack of the Olmecs «Kondoru dakkai sakusen (Reclaiming the Golden Condor)» (コンドル奪回作戦)             | 4 December 1982   |
| 33 | The Reunion «Tachiagatta Maya no tami (The Mayan People Revolt)» (立ち上がったマヤの民)                         | 11 December 1982  |
| 34 | The Revolt of the Mayas «Orumeka kichi sô kôgeki (Attack of the Olmec Base)» (オルメカ基地総攻撃)               | 18 December 1982  |
| 35 | The Olmec Machine «Orumeka kichi no himitsu (Secret of the Olmec Base)» (オルメカ基地の秘密)                    | 8 January 1983    |
| 36 | Aerial Pursuit «Kyodai heiki to no tatakai (The Olmec Flying Machine)» (巨大兵器との戦い)                       | 15 January 1983   |
| 37 | The City of Gold «Tobira o hiraku ôgon toshi (Opening the Doors to the City of Gold)» (扉を開く黄金都市)        | 22 January 1983   |
| 38 | The Great Legacy «Ôgon toshi no kiki (The Great Treasure)» (黄金都市の危機)                                     | 29 January 1983   |
| 39 | The End of the City of Gold «Aratanaru bôken he (Towards New Adventures)» (新たなる冒険へ)                      | 5 February 1983   |